# Ronde van Italië 1978
| Eindklassement      |                           |              |
| Algemeen klassement | Johan De Muynck           | 101h 31' 22" |
| Tweede              | Gianbattista Baronchelli  | + 0' 59"     |
| Derde               | Francesco Moser           | + 2' 19"     |
| Vierde              | Wladimiro Panizza         | + 7' 57"     |
| Vijfde              | Giuseppe Saronni          | + 8' 19"     |
| Zesde               | Ronny De Witte            | + 8' 24"     |
| Zevende             | Alfio Vandi               | + 9' 04"     |
| Achtste             | Claudio Bortolotto        | + 9' 25"     |
| Negende             | Bernt Johansson           | + 12' 36"    |
| Tiende              | Ueli Sutter               | + 12' 38"    |
| (Ned)               | Roy Schuiten (44e)        | + 1h 49' 45" |
| Rode Lantaarn       | Pietro Algeri (90e)       | + 3h 30' 02" |
| Puntenklassement    | Francesco Moser           | 231 punten   |
| Tweede              | Giuseppe Saronni          | 201 punten   |
| Derde               | Gianbattista Baronchelli  | 134 punten   |
| Bergklassement      | Ueli Sutter               | 830 punten   |
| Tweede              | Gianbattista Baronchelli  | 520 punten   |
| Derde               | Claudio Bortolotto        | 345 punten   |
|                     | Pedro Torres              | 345 punten   |
| Jongerenklassement  | Roberto Visentini (15e)   | 101h 50' 17" |
| Tweede              | Giancarlo Casiraghi (24e) | + 41' 33"    |
| Derde               | Ennio Vanotti (27e)       | + 54' 39"    |
| Ploegenklassement   | Bianchi                   | 26120 punten |
| Tweede              | Sanson                    | 15048 punten |
| Derde               | Scic                      | 14705 punten |

In 1978 ging de 61e Giro d'Italia op 7 mei van start in Saint-Vincent-d'Aoste. Hij eindigde op 28 mei in Milaan. Er stonden 130 renners verdeeld over 13 ploegen aan de start. Hij werd gewonnen door Johan De Muynck.
Aantal ritten: 20 + Prolog

Totale afstand: 3610.5 km

Gemiddelde snelheid: 35.563 km/h

Aantal deelnemers: 130

## Startlijst
Bianchi-Faema
- 1.  Felice Gimondi
- 2.  Giovanni Cavalcanti
- 3.  Johan De Muynck
- 4.  Knut Knudsen
- 5.  Valerio Lualdi
- 6.  Sergio Parsani
- 7.  Giacinto Santambrogio
- 8.  Glauco Santoni
- 9.  Willy Singer
- 10.  Rik Van Linden

Fiorella-Mocassini-Citroën
- 11.  Carmelo Barone
- 12.  Giovanni Battaglin
- 13.  Aldo Donadello
- 14.  Josef Fuchs
- 15.  Bernt Johansson
- 16.  Ricardo Magrini
- 17.  Luciano Rossignoli
- 18.  Mauro Simonetti
- 19.  Dorino Vanzo
- 20.  Gian-Luigi Zuanel

Gis Gelati
- 21.  Franco Bitossi
- 22.  Marino Basso
- 23.  Leonardo Bevilacqua
- 24.  Bruce Biddle
- 25.  Silvano Cervato
- 26.  Walter Santeroni
- 27.  Antonio D'Alonzo
- 28.  Lucio Di Federico
- 29.  Piero Falorni
- 30.  Gabriele Landoni

IJsboerke-Gios
- 31.  Dietrich Thurau
- 32.  Bert Pronk
- 33.  Walter Godefroot
- 34.  Ludo Delcroix
- 35.  Ludo Peeters
- 36.  Rudy Pevenage
- 37.  Eric Van de Wiele
- 38.  Guido Van Sweevelt
- 39.  Jos Jacobs
- 40.  Alfons De Bal

Intercontinentale Assicurazioni
- 41.  Vittorio Algeri
- 42.  Pietro Algeri
- 43.  Marino Amadori
- 44.  Alessandro Bettoni
- 45.  Giancarlo Casiraghi
- 46.  Stefano D'Arcangelo
- 47.  Walter Dusi
- 48.  Fiorenzo Favero
- 49.  Ettore Manenti
- 50.  Paolo Rosola

Scic
- 44.  Osvaldo Bettoni
- 81.  Gianbattista Baronchelli
- 82.  Gaetano Baronchelli
- 83.  Giuseppe Saronni
- 84.  Enrico Paolini
- 85.  Roy Schuiten
- 87.  Walter Riccomi
- 88.  Arnaldo Caverzasi
- 89.  Luciano Conati
- 90.  Walter Polini

Magniflex-Torpado
- 51.  Alfio Vandi
- 52.  Giuseppe Martinelli
- 53.  Giuseppe Perletto
- 54.  Ottavio Crepaldi
- 55.  Vito Da Ros
- 56.  Giuseppe Fatato
- 57.  Ruggero Gialdini
- 58.  Armando Lora
- 59.  Giancarlo Tartoni
- 60.  Jean-Claude Fabbri

Mecap-Selle Italia
- 61.  Roberto Ceruti
- 62.  Alvaro Crespi
- 63.  Vicenzo De Caro
- 64.  Mario Fraccaro
- 65.  Luciano Loro
- 66.  Dino Porrini
- 67.  Giuseppe Rodella
- 68.  Angelo Tosoni
- 69.  Bruno Zanoni
- 70.  Sergio Santimaria

Sanson-Columbus
- 71.  Francesco Moser
- 72.  Roger De Vlaeminck
- 73.  Claudio Bortolotto
- 74.  Willy De Geest
- 75.  Ronald De Witte
- 76.  Phil Edwards
- 77.  Fabrizio Fabbri
- 78.  Simone Fraccaro
- 79.  Palmiro Masciarelli
- 80.  Attilio Rota

Selle Royal-Inoxpran
- 91.  Fausto Bertoglio
- 92.  Alessio Antonini
- 93.  Alfredo Chinetti
- 94.  Hans-Peter Jakst
- 95.  Luca Olivetto
- 96.  Marcello Osler
- 97.  Aldo Parecchini
- 98.  Pasquale Pugliese
- 99.  Bruno Vicino
- 100.  Carlo Zoni

Teka
- 101.  Miguel Maria Lasa
- 102.  Pedro Torres
- 103.  Jürgen Kraft
- 104.  Pedro Vilardebó
- 105.  Fernando Cabrero
- 106.  Francisco Cedena
- 107.  Miguel Gutiérrez
- 108.  Paulinho Martínez
- 109.  Pedro Larrinaga
- 110.  Antonio Menéndez

Vibor
- 111.  Davide Boifava
- 112.  Luciano Borgognoni
- 113.  Corrado Donadio
- 114.  Gianfranco Foresti
- 115.  Renato Laghi
- 116.  Flavio Miozzo
- 117.  Gabriele Mugnaini
- 118.  Wladimiro Panizza
- 119.  Remo Rocchia
- 120.  Roberto Visentini

Zonca-Santini-Chicago Jeans
- 121.  Roberto Poggiali
- 122.  Claudio Corti
- 123.  Giancarlo Bellini
- 124.  Pierino Gavazzi
- 125.  Ueli Sutter
- 126.  Claudio Torelli
- 127.  Leonardo Mazzantini
- 128.  Piero Spinelli
- 129.  Ennio Vanotti
- 130.  Bruno Wolfer

## Belgische en Nederlandse prestaties
In totaal namen dertien Belgen en twee Nederlanders (Bert Pronk en Roy Schuiten) deel aan de Giro van 1978.

### Belgische etappezeges
- Rik Van Linden won de 1e etappe van Saint-Vincent-d'Aoste naar Novi Ligure, de 5e etappe van Prato naar Cattolica en de 6e etappe van Cattolica naar Silvi Marina.
- Johan De Muynck won de 3e etappe van La Spezia naar Cascina.

### Nederlandse etappezeges
- In 1978 was er geen Nederlandse etappezege.

## Etappe uitslagen
| Datum                  | Etappe     | Parcours                            | Afstand | Eerste                         | Tweede                         | Derde                    | Klassementsleider     |
| ---------------------- | ---------- | ----------------------------------- | ------- | ------------------------------ | ------------------------------ | ------------------------ | --------------------- |
| 7 mei                  | proloog†   | Saint-Vincent-d'Aoste (tijdrit)     | 2 km    | Dietrich Thurau (BRD)          | Francesco Moser (Ita)          | Giuseppe Saronni (Ita)   | Dietrich Thurau       |
| 8 mei                  | etappe 1   | Saint-Vincent-d'Aoste - Novi Ligure | 175 km  | Rik Van Linden (Bel)           | Dietrich Thurau (BRD)          | Alfons De Bal (Bel)      | Rik Van Linden (Bel)  |
| 9 mei                  | etappe 2   | Novi Ligure - La Spezia             | 195 km  | Giuseppe Saronni (Ita)         | Rik Van Linden (Bel)           | Francesco Moser (Ita)    | Rik Van Linden (Bel)  |
| 10 mei                 | etappe 3   | La Spezia - Cascina                 | 183 km  | Johan De Muynck (Bel)          | Francesco Moser (Ita)          | Alfredo Chinetti (Ita)   | Johan De Muynck (Bel) |
| 11 mei                 | etappe 4   | Larciano - Pistoia (tijdrit)        | 25 km   | Dietrich Thurau (BRD)          | Francesco Moser (Ita)          | Knut Knudsen (Noo)       | Johan De Muynck (Bel) |
| 12 mei                 | etappe 5   | Prato - Cattolica                   | 200 km  | Rik Van Linden (Bel)           | Francesco Moser (Ita)          | Marino Basso (Ita)       | Johan De Muynck (Bel) |
| 13 mei                 | etappe 6   | Cattolica - Silvi Marina            | 218 km  | Rik Van Linden (Bel)           | Roger De Vlaeminck (Bel)       | Alfons De Bal (Bel)      | Johan De Muynck (Bel) |
| 14 mei                 | etappe 7   | Silvi Marina - Benevento            | 237 km  | Giuseppe Saronni (Ita)         | Roger De Vlaeminck (Bel)       | Francesco Moser (Ita)    | Johan De Muynck (Bel) |
| 15 mei                 | etappe 8   | Benevento - Ravello                 | 175 km  | Giuseppe Saronni (Ita)         | Gianbattista Baronchelli (Ita) | Alfio Vandi (Ita)        | Johan De Muynck (Bel) |
| 16 mei                 | etappe 9   | Amalfi - Latina                     | 248 km  | Enrico Paolini (Ita)           | Phil Edwards (GBr)             | Wladimiro Panizza (Ita)  | Johan De Muynck (Bel) |
| 17 mei                 | etappe 10  | Latina - Piediluco                  | 220 km  | Giuseppe Martinelli (Ita)      | Rudy Pevenage (Bel)            | Carlo Zoni (Ita)         | Johan De Muynck (Bel) |
| 18 mei                 | etappe 11a | Terni - Assisi                      | 74 km   | Bruno Zanoni (Ita)             | Roberto Visentini (Ita)        | Ottavio Crepaldi (Ita)   | Johan De Muynck (Bel) |
| 18 mei                 | etappe 11b | Assisi - Siena                      | 145 km  | Francesco Moser (Ita)          | Pierino Gavazzi (Ita)          | Roger De Vlaeminck (Bel) | Johan De Muynck (Bel) |
| 19 mei                 | etappe 12  | Poggibonsi - Passo del Trebbio      | 204 km  | Giancarlo Bellini (Ita)        | Claudio Bortolotto (Ita)       | Alfredo Chinetti (Ita)   | Johan De Muynck (Bel) |
| 20 mei                 | etappe 13  | Modigliana - Padua                  | 183 km  | Francesco Moser (Ita)          | Pierino Gavazzi (Ita)          | Luciano Borgognoni (Ita) | Johan De Muynck (Bel) |
| 21 mei                 | etappe 14  | Venetië - Venetië (tijdrit)         | 12 km   | Francesco Moser (Ita)          | Roberto Visentini (Ita)        | Giuseppe Saronni (Ita)   | Johan De Muynck (Bel) |
| 22 mei was een rustdag |            |                                     |         |                                |                                |                          |                       |
| 23 mei                 | etappe 15  | Treviso - Canazei                   | 220 km  | Gianbattista Baronchelli (Ita) | Alfio Vandi (Ita)              | Johan De Muynck (Bel)    | Johan De Muynck (Bel) |
| 24 mei                 | etappe 16  | Mazzin - Cavalese (tijdrit)         | 45.5 km | Francesco Moser (Ita)          | Knut Knudsen (Noo)             | Felice Gimondi (Ita)     | Johan De Muynck (Bel) |
| 25 mei                 | etappe 17  | Cavalese - Monte Bondone            | 205 km  | Wladimiro Panizza (Ita)        | Roberto Visentini (Ita)        | Felice Gimondi (Ita)     | Johan De Muynck (Bel) |
| 26 mei                 | etappe 18  | Mezzolombardo - Sarezzo             | 245 km  | Giuseppe Perletto (Ita)        | Pierino Gavazzi (Ita)          | Francesco Moser (Ita)    | Johan De Muynck (Bel) |
| 27 mei                 | etappe 19  | Brescia - Inverigo                  | 175 km  | Vittorio Algeri (Ita)          | Giuseppe Martinelli (Ita)      | Vincenzo De Caro (Ita)   | Johan De Muynck (Bel) |
| 28 mei                 | etappe 20  | Inverigo - Milaan                   | 226 km  | Pierino Gavazzi (Ita)          | Giuseppe Martinelli (Ita)      | Giuseppe Saronni (Ita)   | Johan De Muynck (Bel) |

† Bedoeld als voorstelling van de renners, de resultaten werden niet opgenomen in het algemeen klassement (daarom droeg de winnaar van de proloog geen "Maglia Rosa" tijdens de eerste etappe)

 winnaars · 
roze trui · 
  puntenklassement · 
  bergklassement · 
 jongerenklassement · 
 intergiro · 
 ploegenklassement · 
 strijdlust · 
 zwarte trui
Giro d'Italia Next Gen · Giro Donne · Cima Coppi
 Belgische rozetruidragers · etappewinnaars
 Nederlandse rozetruidragers · etappewinnaars
Mannen:
1909 · 
1910 · 
1911 · 
1912 · 
1913 · 
1914 · 
1919 · 
1920 · 
1921 · 
1922 · 
1923 · 
1924 · 
1925 · 
1926 · 
1927 · 
1928 · 
1929 · 
1930 · 
1931 · 
1932 · 
1933 · 
1934 · 
1935 · 
1936 · 
1937 · 
1938 · 
1939 · 
1940 · 
1946 · 
1947 · 
1948 · 
1949 · 
1950 · 
1951 · 
1952 · 
1953 · 
1954 · 
1955 · 
1956 · 
1957 · 
1958 · 
1959 · 
1960 · 
1961 · 
1962 · 
1963 · 
1964 · 
1965 · 
1966 · 
1967 · 
1968 · 
1969 · 
1970 · 
1971 · 
1972 · 
1973 · 
1974 · 
1975 · 
1976 · 
1977 · 
1978 · 
1979 · 
1980 · 
1981 · 
1982 · 
1983 · 
1984 · 
1985 · 
1986 · 
1987 · 
1988 · 
1989 · 
1990 · 
1991 · 
1992 · 
1993 · 
1994 · 
1995 · 
1996 · 
1997 · 
1998 · 
1999 · 
2000 · 
2001 · 
2002 · 
2003 · 
2004 · 
2005 · 
2006 · 
2007 · 
2008 · 
2009 · 
2010 · 
2011 · 
2012 · 
2013 · 
2014 · 
2015 · 
2016 · 
2017 · 
2018 · 
2019 · 
2020 · 
2021 · 
2022 · 
2023 · 
2024 · 
2025
Vrouwen:
1988 · 
1989 · 
1990 · 
1991 ·
1992 ·
1993 · 
1994 · 
1995 · 
1996 · 
1997 · 
1998 · 
1999 · 
2000 · 
2001 · 
2002 · 
2003 · 
2004 · 
2005 · 
2006 · 
2007 · 
2008 · 
2009 · 
2010 · 
2011 · 
2012 ·
2013 · 
2014 ·
2015 ·
2016 ·
2017 ·
2018 ·
2019 ·
2020 ·
2021 ·
2022 ·
2023 ·
2024 ·
2025